# Nutriție
Nutriția este știința despre interacțiunile dintre nutrienți și alte substanțe din hrană (de exemplu, fitonutrienți, antocianine, taninuri, etc.) în raport cu mentenanța, dezvoltarea, reproducerea, sănătatea și starea de boală a unui organism. Include ingestia alimentelor, absorbția, digestia, biosinteza, catabolismul și excreția.
Dieta unui organism este ceea ce mănâncă, care este determinată în mare măsură de disponibilitatea, procesarea și palatabilitatea hranei. O dietă sănătoasă include prepararea alimentelor și metode de stocare care protejează împotriva oxidării nutrienților, împotriva căldurii sau percolării, și care reduc riscul toxiinfecțiilor alimentare.
Nutriționiștii dieteticieni înregistrați sunt profesioniști din domeniul sănătății calificați pentru furnizarea sfaturilor dietetice sigure, bazate pe dovezi, care includ analiza a ceea ce se mănâncă, analiza detaliată a sănătății nutriționale, precum și un plan de tratament nutrițional personalizat. De asemenea, dieteticienii furnizează programe de prevenție și de tratament la locuri de muncă, școli și instituții similare. Dieteticienii înregistrați sunt profesioniști antrenați din domeniul sănătății care furnizează, de asemenea, sfaturi dietetice cu privire la rolul nutriției în bolile cronice, inclusiv posibila prevenție sau remediere prin adresarea carențelor nutriționale înaintea recurgerii la medicamente.
O dietă inadecvată poate avea un impact dăunător asupra sănătății, provocând boli carențiale precum orbire, anemie, scorbut, nașterea prematură, fătul mort la naștere și cretinism; condiții care pun sănătatea în pericol precum obezitatea și sindromul metabolic, la fel și boli cronice comune precum boli cardiovasculare, diabet, și osteoporoză.

## Istoric

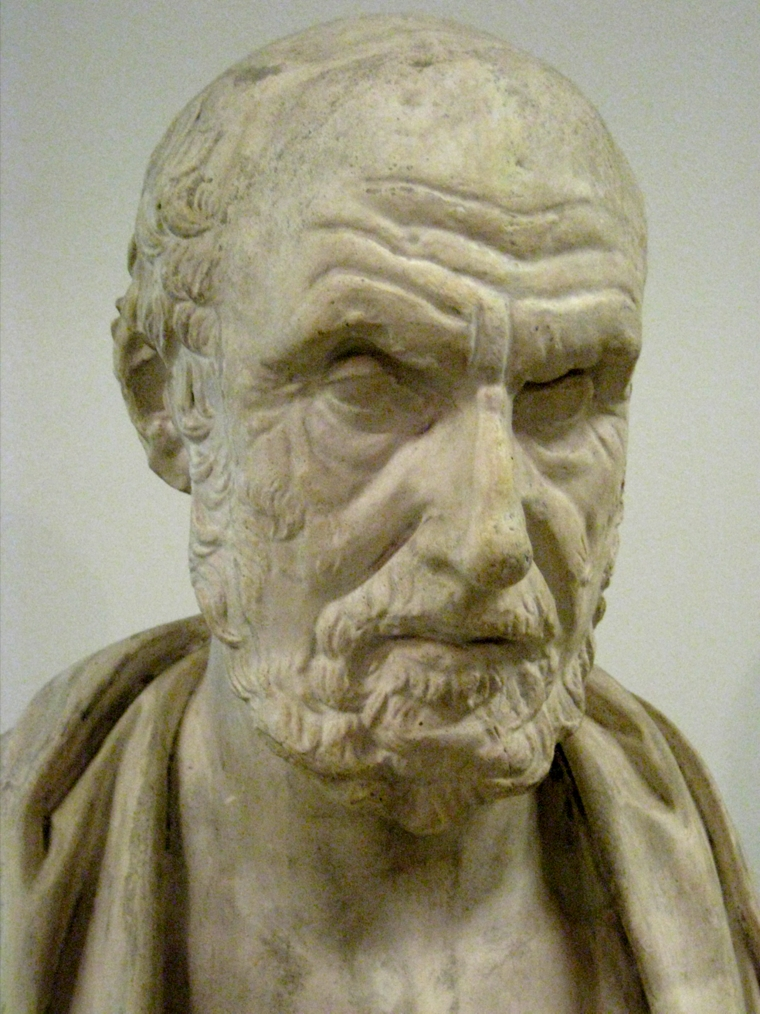
Hipocrate a trăit în jurul anilor 400 î.Hr., iar Galenus și studiul nutriției a continuat timp de secole.

### Antichitate
În jurul anilor 2500 î.Hr., o piatră gravată Babiloniană îi avertiza pe cei care aveau dureri interne să evite consumul de ceapă timp de 3 zile. Scorbutul – boala care apare din cauza aportului insuficient de vitamina C, a fost descris pentru prima dată în 1500 î.Hr. în Papirusul Ebers. 
Potrivit lui Walter Gratzer, un chimist biofizic britanic, studiul nutriției a început în cursul secolului al VI-lea î.Hr. În China a luat naștere conceptul Qi, spiritul sau "aerul", care în Europa Occidentală a fost numit mai târziu pneuma. Alimentele erau clasificate în alimente "fierbinți" sau "iuți" (e.g. carnea, sângele, ghimbirul, și condimentele iuți) și în alimente "reci" (legumele verzi) în China, India, Malaya, și Persia. Umorul a luat naștere în China împreună cu conceptul Qi. Un medic numit Ho a conchis astfel că bolile sunt cauzate de carențele elementelor (Wu Xing: foc, apă, pământ, lemn, și metal), a clasificat bolile și a prescris diete. În același timp în Italia, Alcmeon din Crotone (medic, filozof, și astronom grec) scria despre importanța echilibrului în alimentație, și avertiza asupra bolilor care apar în urma unui dezechilibru alimentar, precum obezitatea sau sleirea.
Primul experiment nutrițional înregistrat se găsește în Biblie în Cartea lui Daniel. Daniel și prietenii săi au fost capturați de către regele babilonian. Selectați ca servitori în curte, li s-a oferit din mâncarea și vinul excepțional al regelui. Dar ei au protestat, preferând legume (supă deasă de legume) și apă în concordanță cu restricțiile alimentare evreiești. Majordomul regelui a căzut de acord cu proba fără tragere de inimă. Daniel și prietenii săi au primit dieta cu legume timp de 10 zile, după care au fost comparați cu oamenii regelui. Fiindcă păreau mai sănătoși, li s-a permis continuarea dietei.
În jurul anilor 475 î.Hr., Anaxagora a stabilit că mâncarea se absoarbe în corpul uman și, prin urmare, conține "homeomeri" (componente generative), sugerând existența nutrienților. În jurul anilor 400 î.Hr, Hipocrate, fiind îngrijorat din cauza obezității, care se pare că a fost o afecțiune comună în Europa de Sud, spunea: "Fie ca hrana să-ți fie medicament, și medicamentul hrană". Lucrările care i se atribuie, cuprinse în Corpus Hippocraticum, menționau importanța moderației în alimentație și a exercițiilor fizice.  

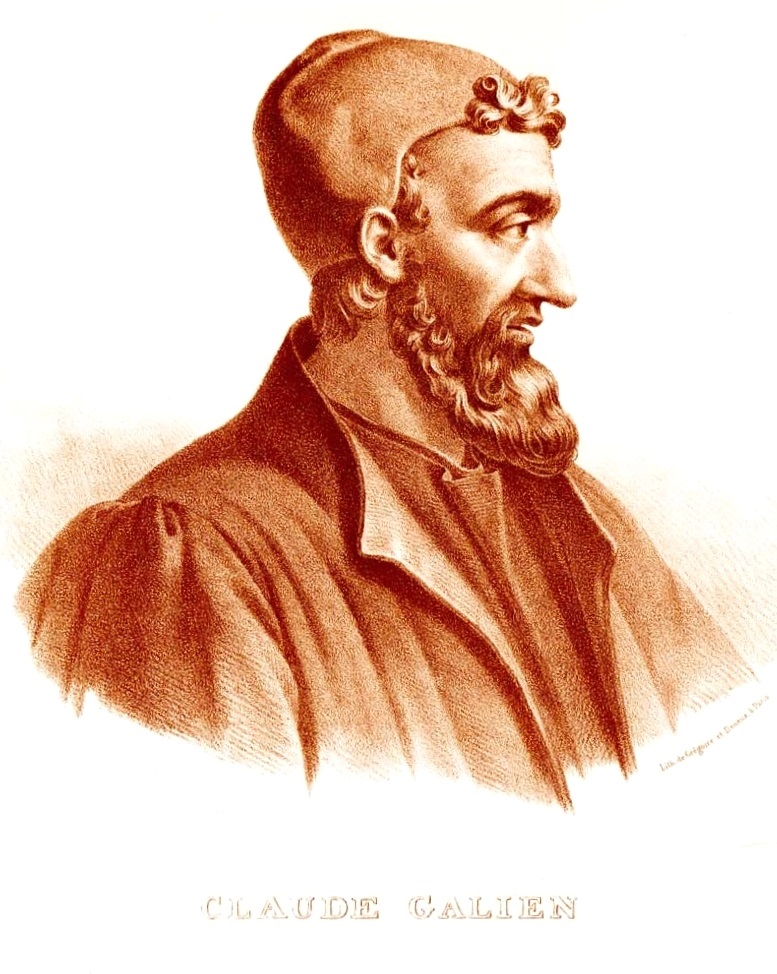
Galenus (secolul I) a creat prima teorie coerentă (deși incorectă) a nutriției.

Sarea, piperul, și multe alte condimente au fost prescrise sub forma unor preparate diverse (e.g. amestecate cu oțet) pentru tratarea diverselor afecțiuni. În secolul al II-lea î.Hr., Cato cel Bătrân credea că varza (sau urina consumatorilor de varză) poate trata bolile digestive, ulcere, negi, precum și intoxicații. Aulus Celsus, un medic-enciclopedist roman, credea în alimente "puternice" și "slabe" (pâinea de exemplu era puternică, la fel ca animalele bătrâne și legumele mature).

### De la Galenus la Lind
Doctrinele lui Galenus nu puteau fi disprețuite: Aplicabile pe timpul vieții lui din secolul I d.Hr. până în secolul al XVII-lea, dezacordul cu el era erezie timp de 1500 ani. Galenus era medicul gladiatorilor în Pergam, iar în Roma, medicul lui Marc Aureliu și altor 3 împărați care l-au urmat. Majoritatea doctrinelor lui Galenus erau adunate și îmbunătățite la sfârșitul secolului al XI-lea de către călugării benedictini la Școala de la Salerno în Regimen sanitalis Salernitanum, care înca avea cititori în secolul al XVII-lea. Galenus credea în teoria umorală și răspândea ideea că pneuma este sursa vieții. Cele patru elemente (pământ, aer, foc și apă) se combină în corpul uman formând patru substanțe, numite umori: flegma, bila neagră, bila galbenă și sângele. Elementele fundamentale au și caracteristici: pământul este uscat și rece, aerul este ud și fierbinte, focul este fierbinte și uscat, iar apa este rece și udă. Pe baza celor patru umori, există patru temperamente: sangvinic, coleric, melancolic și flegmatic. Galenus credea că a avea gută, litiază renală, sau artrită este scandalos, iar Samuel Butler scria în Erehwon (1872) că a fi bolnav este o crimă.
Galen a fost criticat pentru prima dată în anii 1500, de către Paracelsus. De asemenea, în secolul al XVI-lea, artistul Leonardo da Vinci a comparat metabolismul cu o lumânare aprinsă. Leonardo nu a publicat nicio lucrare pe acest subiect, dar avea idei proprii și era în mod cert în dezacord cu Galen. Lucrările lui Andreas Vesalius din secolul al XVI-lea au răsturnat ideile lui Galen. Jan Baptista van Helmont, care a descoperit unele gaze, cum ar fi dioxidul de carbon, a realizat primul experiment cantitativ. Robert Boyle a avansat chimia. Sanctorius a măsurat greutatea corporală. Medicul Herman Boerhaave a modelat procesul de digestie. Fiziologul Albrecht von Haller a elaborat diferența dintre nervi și mușchi.
Subapreciat în timpul vieții sale, James Lind, un medic din Marina Britanică, a efectuat primul experiment nutrițional în 1747. Lind a descoperit că zeama de lămâie verde a salvat marinarii ale căror nave erau pe mare mai mult timp de scorbut, o boală care constă în sângerare dureroasă și fatală. Între 1500 și 1800, au murit aproximativ două milioane de marinari datorită scorbutului. Descoperirea a fost ignorată timp de 40 ani. Vitamina C esențială din citrice a fost descoperită abia în anul 1932.

### Lavoisier și știința modernă

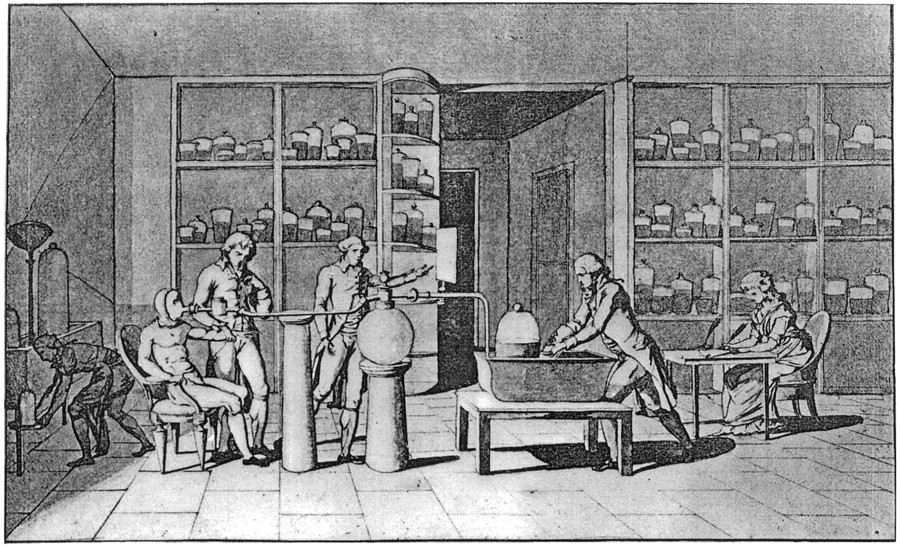
Ținându-și asistentul într-un costum de cauciuc și un tub atașat la gură, Antoine Lavoisier a măsurat pentru prima dată rata metabolismului bazal.

În jurul anilor 1770, Antoine Lavoisier a descoperit detaliile metabolismului, demonstrând că oxidarea alimentelor este sursa căldurii corporale. El a descoperit principiul conservării masei. Ideile lui au transformat teoria flogisticului asupra arderii într-o teorie învechită. 
În 1790, George Fordyce a recunoscut importanța calciului în supraviețuirea păsărilor. La începutul secolului al XIX-lea, carbonul, azotul, hidrogenul, și oxigenul au fost recunoscute ca fiind componentele principale din alimente, și au fost elaborate metode prin care se măsoară proporția lor. 
În 1816, François Magendie a descoperit că hrănirea câinilor numai cu glucide (zahăr), grăsimi (ulei de măsline), și apă a rezultat în moartea lor datorită înfometării, iar câinii hrăniți și cu proteine au rămas în viață, identificând proteinele ca fiind un component alimentar esențial. În 1827, William Prout a fost prima persoană care a divizat alimentele în glucide, grăsimi, și proteine. 
În cursul secolului al XIX-lea, Jean-Baptiste Dumas și Justus von Liebig erau în conflict pe baza ideii că animalele obțin proteine direct din plante (proteinele animale și vegetale sunt aceeași și oamenii nu produc compuși organici). Cu reputația de cel mai important chimist organician din acea perioadă, dar fără cunoștințe în domeniul fiziologiei animalelor, Liebig a devenit bogat creând extracte alimentare precum bulionul din carne de vită și formula de lapte praf, care mai târziu s-au dovedit a fi de o valoare nutrițională discutabilă. În anii 1860, Claude Bernard a descoperit că grăsimea corporală poate fi sintetizată din glucide și proteine, demonstrând că energia din glucoza sanguină poate fi depozitată sub formă de grăsimi sau glicogen. La începutul anilor 1880, Kanehiro Takaki a observat că marinarii japonezi (care aveau o dietă alcătuită aproape în totalitate din orez) au dezvoltat beri-beri (sau nevrită endemică, o boală care provoacă probleme la nivelul inimii și paralizie), dar nu și marinarii britanici și ofițerii de marină japonezi. Adăugarea diverselor tipuri de legume în dieta marinarilor japonezi a prevenit boala (nu datorită aportului crescut de proteine, așa cum presupunea Takaki, ci datorită adiției de tiamină în dietă, recunoscută mai târziu drept tratamentul bolii). 
În 1896, Eugen Baumann a observat prezența iodului în glanda tiroidă. În 1897, Christiaan Eijkman a lucrat cu nativi din Insula Java, care sufereau de asemena de beri-beri. Eijkman a observat că găinile hrănite cu orez alb au dezvoltat simptomele asociate cu beri-beri, dar au rămas sănătoase după hrănirea lor cu orez brun neprelucrat, cu stratul exterior de tărâțe intact. Eijkman a tratat nativii hrănindu-i cu orez brun, descoperind așadar că alimentele pot trata boli. După mai mult de două decenii, nutriționiștii au descoperit că stratul exterior al boabelor de orez conține vitamina B1, cunoscută și sub denumirea de tiamină.

### Din 1900 până în prezent

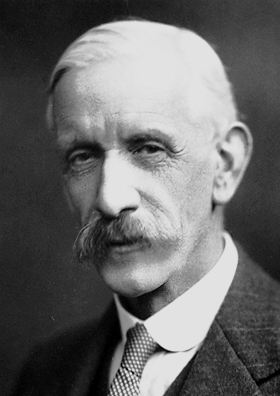
Frederick Hopkins a descoperit vitaminele, pentru care a împărtășit un premiu Nobel cu Eijkman.

La începutul secolului al XX-lea, Carl von Voit și Max Rubner au măsurat independent cheltuielile energetice la diferite specii de animale, aplicând principii de fizică în nutriție. În 1906, Wilcock și Hopkins au arătat că aminoacidul triptofan este necesar pentru supraviețuirea șobolanilor. Aceștia au fost hrăniți cu un amestec special de alimente, Hopkins crezând că amestecul conține toți nutrienții esențiali supraviețuirii, însă șobolanii au murit. Un al doilea grup de șobolani au fost hrăniți cu o cantitate de lapte care conținea vitamine. Frederick Hopkins a recunoscut că există "factori alimentari accesorii" pe lângă calorii, proteine, și minerale, ca materiale esențiale sănătății dar care nu pot fi sintetizate de către organism. În 1907, Stephen M. Babcock și Edwin B. Hart au efectuat un experiment, care urmărea dacă vacile pot supraviețui unui regim cu un singur tip de cereale. Experimentul s-a desfășurat pe parcursul a 4 ani. 
În 1912, Casimir Funk a inventat termenul vitamină, un factor vital în dietă, din cuvintele "vital" și "amină", fiindcă aceste substanțe necunoscute prevenind scorbutul, beri-beri, și pelagra, erau considerate a fi derivate din amoniac. Vitaminele au fost studiate în prima jumătate a secolului XX.
În 1913, Elmer McCollum a descoperit primele vitamine, vitamina A (liposolubilă), și vitamina B (în 1915; acum cunoscut ca un complex de mai multe vitamine hidrosolubile) și a numit vitamina C (necunoscută în acea perioadă) substanța care previne scorbutul. Lafayette Mendel și Thomas Osborne au fost de asemenea pionieri în ceea ce privește studierea vitaminelor A și B. În 1919, Edward Mellanby credea că rahitismul se datorează insuficienței de vitamina A, deoarece boala putea fi vindecată la câini cu ulei de ficat de cod. În 1922, McCollum a distrus vitamina A din uleiul de ficat de cod, dar a constatat că acesta a rămas eficient în vindecarea rahitismului. Tot în 1922, H.M. Evans și L.S. Bishop au descoperit că vitamina E este esențială în sarcina șobolanilor, numind-o inițial "factorul alimentar X" până în 1925.
În 1925, Hart a descoperit că o cantitate infimă de cupru este necesară pentru absorbția de fier. În 1927, Adolf Otto Reinhold Windaus a sintetizat vitamina D, pentru care a câștigat Premiul Nobel pentru Chimie. În 1928, Albert Szent-Györgyi a izolat acidul ascorbic, și în 1932 a demonstrat că este vitamina C prin utilizarea acestuia la prevenirea scorbutului. În 1935 a sintetizat vitamina, iar în 1937 a câștigat Premiul Nobel pentru efortul depus. Szent-Györgyi a elucidat concomitent o mare parte din ciclul acidului citric.
În anii 1930, William Cumming Rose a identificat aminoacizii esențiali, componente proteice necesare care nu pot fi sintetizate de către organism. În 1935, Underwood și Marston au descoperit independent unul de altul necesitatea cobaltului pentru organism. În 1936, Eugene Floyd DuBois a arătat că există o legătură între performanța școlară și cea în muncă și consumul caloric. În 1938, Erhard Fernholz a descoperit structura chimică a vitaminei E, după care a dispărut în mod misterios. Tot în 1938 a avut loc sintetizarea vitaminei de către Paul Karrer.
În 1940, a avut loc raționalizarea în Regatul Unit în timpul celui de Al Doilea Război Mondial, conform unor principii nutriționale întocmite de către Elsie Widdowson și alții. În 1941, au fost stabilite primele recomandări nutriționale de către Consiliul Național de Cercatare al Statelor Unite.
În 1992, Departamentul Agriculturii al Statelor Unite a introdus piramida alimentelor. În 2002, un studiu efectuat de către Natural Justice, o organizație caritabilă, a arătat relația între nutriție și comportamentul violent. În 2005, în urma unui studiu neconcludent s-a constatat că obezitatea ar putea fi cauzată de adenoviride complementar alimentației inadecvate.
La nivel mondial se iau în considerare alternativele precum alimentele modificate genetic pentru a aborda problema foametei și a crizei alimentare.

## Nutrienți
Lista nutrienților necesari organismului uman sunt, potrivit lui Marion Nestle, "cu certitudine incompletă". Începând din 2014, nutrienții sunt clasificați în două categorii: macronutrienți, necesari organismului în cantități relativ mari, și micronutrienți, necesari în cantități mai mici. Din categoria glucidelor, fibrele alimentare, i.e. materiale indigestibile cum ar fi celuloza, sunt necesare, atât pe plan mecanic cât și biochimic, deși motivul este încă necunoscut. Micronutrienții includ și antioxidanți și fitonutrienți, care influențează (sau protejează) anumite sisteme ale organismului. Necesitatea acestora nu e atât de bine stabilită ca în cazul vitaminelor.
Majoritatea alimentelor conțin o combinație de câteva sau toate tipurile de nutrienți, împreună cu alte substanțe, cum ar fi toxine de diverse feluri. Unii nutrienți pot fi depozitați în organism (e.g., vitaminele lipo-solubile), în timp ce alți nutrienți sunt necesari mai mult sau mai puțin continuu. Afecțiunile de sănătate pot fi provocate de lipsa unor nutrienți esențiali, sau în cazuri extreme, de consumul excesiv al unui nutrient esențial. De exemplu, atât sarea cât și apa (ambele fiind absolut necesare) vor provoca boli sau chiar moartea în cantități excesive.

### Macronutrienți
Macronutrienții sunt glucidele, grăsimile, proteinele, și apa. Macronutrienții (cu excepția fibrelor și a apei) furnizează materiale structurale (aminoacizi pentru formarea proteinelor, și lipide pentru formarea membranelor celulare și a unelor molecule semnal) și energie. O parte din materialele structurale pot fi folosite pentru a elibera energie, iar în ambele cazuri energia se măsoară în jouli sau kilocalorie (numite adesea "Calorii" și notate cu litera C majusculă pentru a nu se confunda cu calorii, notate cu litera c minusculă). Glucidele și proteinele furnizează aproximativ 17 kJ (4 kcal) de energie pe gram, în timp ce grăsimile furnizează 37 kJ (9 kcal) pe gram, deși energia netă a acestora depinde de factori precum absorbția și efortul depus in timpul digestiei, factori care variază substanțial de la caz la caz. Vitaminele, mineralele, fibrele alimentare, și apa nu furnizează energie, dar sunt necesare pentru alte motive.
Moleculele glucidelor și a grăsimilor sunt alcătuite din atomi de carbon, hidrogen, și oxigen. Glucidele variază de la monozaharide simple (glucoză, fructoză, galactoză) la polizaharide complexe (amidon). Grăsimile sunt trigliceride, alcătuite din monomeri de acizi grași asortați legați la un schelet de glicerol. Unii acizi grași sunt esențiali în dietă: aceștia nu pot fi sintetizați în organism. Moleculele de proteine conțin atomi de azot pe lângă carbon, oxigen, și hidrogen. Componentele fundamentale ale proteinelor sunt aminoacizi care conțin azot, dintre care unii sunt esențiali, neputând fi sintetizați de către organismul uman. Unii aminoacizi pot fi convertiți (cu consum de energie) în glucoză și se pot folosi pentru producere de energie, la fel ca glucoza obișnuită, în procesul de gluconeogeneză. Prin descompunerea proteinelor existente, scheletul de carbon al diferiților aminoacizi pot fi metabolizați în intermediari ai respirației celulare; amoniacul rămas se elimină sub formă de uree în urină. Acest lucru apare în mod normal doar în cursul unei înfometări prelungite.

### Glucide
Glucidele pot fi clasificate în monozaharide, dizaharide, sau polizaharide în funcție de numărul unităților de monomer (zahăr) din compoziție. Glucidele sunt constituenți majori în alimente precum orez, paste, și alte produse pe bază de cereale. Monozaharidele, dizaharidele, și polizaharidele conțin una, două, sau trei unități de zahăr, respectiv. Polizaharidele sunt numite de asemenea glucide complexe, deoarece sunt unități de zahăr lungi și ramificate.
În mod tradițional glucidele simple sunt considerate a fi absorbite rapid în organism, crescând nivelul glucozei din sânge mult mai rapid decât glucidele complexe. Această situație însă nu este exactă. Unele glucide simple (de exemplu, fructoza) urmează căi metabolice diferite (de exemplu, fructoliza) care au ca rezultat doar un catabolism parțial la glucoză, în timp ce, în esență, multe glucide complexe pot fi digerate în același ritm ca și glucidele simple. Glucoza stimulează producția de insulină prin pătrunderea alimentelor în fluxul sanguin, care este preluată de celulele beta din pancreas.

### Fibre
Fibrele alimentare sunt glucide a căror absorbție este incompletă la oameni și la unele animale. La fel ca toate tipurile de glucide, în urma metabolizării produc 4 Calorii (kilocalorii) de energie pe gram. Totuși, în unele cazuri produc mai puțină energie datorită absorbției și digestibilității limitate. Fibrele alimentare sunt compuse în principal din celuloză, un polimer lung indigestibil deoarece oamenii nu dispun de enzimele necesare dezasamblării lor. Există două subcategorii: fibre solubile și fibre insolubile. Cerealele integrale, fructele (în special prunele, prunele uscate, și smochinele), și legumele sunt surse bune de fibre alimentare. Există numeroase beneficii asociate cu o dietă bogată în fibre. Fibrele alimentare reduc șansele dezvoltării problemelor gastrointestinale precum constipația și diareea, prin creșterea greutății și mărimii scaunelor. Fibrele insolubile, găsite în făină integrală, nuci și legume, stimulează în special peristaltismul - contracția ritmică a musculaturii intestinului subțire, care mișcă alimentele de-a lungul tractului digestiv. Fibrele solubile, găsite în ovăz, mazăre, fasole, și în mai multe fructe, se dizolvă în apă în tractul intestinal producând un gel care încetinește deplasarea alimentelor prin intestine. Acesta ar putea ajuta la reducerea nivelului de glucoză din sânge, încetinind absorbția de zahăr. În plus, fibrele, mai ales cele din cerealele integrale, se consideră că ajută la reducerea cazurilor de creștere bruscă a nivelului de insulină, reducând prin urmare riscul dezvoltării diabetului zaharat de tip 2. Legătura între aportul crescut de fibre și un risc scăzut de cancer colorectal este încă incertă.

### Lipide
Moleculele de lipide sunt formate de obicei din mai mulți acizi grași (conținând lanțuri lungi de atomi de carbon și hidrogen), legați de o moleculă de glicerol. Acestea se află de obicei sub formă de trigliceride (trei acizi grași atașați unui schelet de glicerol). Lipidele pot fi clasificate în lipide saturate sau lipide nesaturate, în funcție de structura detaliată a acizilor grași implicați. Toți atomii de carbon din lanțurile de acizi grași în lipidele saturate sunt legați la atomi de hidrogen, în timp ce în lipidele nesaturate, unii dintre acești atomi de carbon sunt legați prin legătură dublă, astfel aceste molecule conțin relativ mai puțini atomi de hidrogen decât un acid gras saturat de aceeași lungime. Lipidele nesaturate pot fi clasificate în lipide mononesaturate (o legătură dublă) sau polinesaturate (mai multe legături duble). În plus, în funcție de locația legăturii duble din lanțul de acid gras, acizii grași nesaturați sunt clasificați în acizi grași omega-3 sau omega-6. Lipidele trans sunt un tip de lipide nesaturate cu legături trans-izomer; acestea sunt rare în natură și în produsele alimentare din surse naturale; de obicei sunt create prin procesul industrial numit hidrogenare (parțială). Sunt nouă kilocalorii în fiecare gram de lipide. Acizii grași precum acidul linoleic conjugat, acidul catalpic, acidul oleosteric și acidul punicic, pe lângă furnizarea de energie, reprezintă și molecule imunoreglatoare potente.
Lipidele saturate (de obicei din sursele animale) sunt consumate ca alimente de bază în mai multe culturi ale lumii de milenii. Lipidele nesaturate (de exemplu, uleiul vegetal) sunt considerate mai sănătoase, în timp ce lipidele trans sunt de evitat. Lipidele saturate și trans sunt de obicei solide la temperatura camerei (precum untul sau untura), în timp ce lipidele nesaturate sunt de obicei fluide (precum uleiul de măsline sau uleiul de in). Lipidele trans sunt foarte rare în natură, și s-a dovedit a fi extrem de dăunătoare sănătății umane, dar au proprietăți utile în industria de prelucrare a produselor alimentare, precum rezistența la râncezire.

### Acizi grași esențiali
Majoritatea acizilor grași sunt neesențiali, în sensul că organismul îi poate produce la nevoie, în general din alți acizi grași și întotdeauna cu un consum de energie. Cu toate acestea, la om, cel puțini doi acizi grași sunt esențiali și trebuie să fie incluși în dietă. Un echilibru adecvat de acizi grași esențiali — acizi grași omega-3 și omega-6 — pare a fi, de asemenea, important pentru sănătate, cu toate că demonstrația experimentală definitivă a fost evazivă. Ambii acești acizi grași polinesaturați cu lanț lung "omega" sunt substrați pentru o clasă de eicosanoide cunoscute sub numele de prostaglandine, care au rol în organismul uman. Aceștia sunt hormoni, în unele privințe. Acidul eicosapentaeonic omega-3 (EPA), care poate fi sintetizat în organismul uman din acidul esențial omega-3 alpha-linolenic (ALA), sau poate fi asimilat din alimentele de origine marină, servește ca piatră de temelie pentru prostaglandinele din seria 3 (de exemplu, PGE3). Acidul dihomo-gamma-linolenic omega-6 (DGLA), servește ca piatră de temelie pentru prostaglandinele din seria 1 (de exemplu, PGE1), în timp ce acidul arahidonic (AA) servește ca piatră de temelie pentru prostaglandinele din seria 2 (de exemplu, PGE2). Ambii acizi grași (DGLA și AA) pot fi sintetizați din acidul linoleic omega-6 (LA) în organismul uman, sau pot fi asimilați direct din alimente. Un aport adecvat de acizi grași omega-3 și omega-6 determină parțial producția relativă a diferitelor prostaglandine, motiv pentru care un echilibru între aportul de omega-3 și omega-6 se consideră a fi important pentru sănătatea sistemului cardiovascular. În societățile industrializate, oamenii consumă de obicei cantități mari de uleiuri vegetale procesate, care au cantități reduse de acizi grași esențiali, precum și prea mulți acizi grași omega-6 față de acizii grași omega-3. 
Rata de conversie a DGLA omega-6 în AA determină în mare măsură producția prostaglandinelor PGE1 și PGE2. Acidul eicosapentaeonic omega-3 previne eliberarea AA din membrane, alterând astfel echilibrul prostaglandinelor de la PGE2 (creat din AA) la PGE1 (creat din DGLA). În plus, conversia (desaturarea) DGLA la AA este controlată de enzima delta-5-desaturaza, care în schimb este controlată de hormoni precum insulina (amplificare) și glucagon (reducere). Cantitatea și tipul de glucide consumate, împreună cu unele tipuri de aminoacizi, poate influența procesele care implică insulina, glucagonul, și alți hormoni; prin urmare, raportul dintre omega-3 și omega-6 are efecte semnificative asupra sănătății generale, și efecte specifice asupra funcției sistemului imunitar și inflamației, precum și mitozei (de exemplu, diviziunea celulară). 

### Proteine
Proteinele sunt materiale de structură pentru o mare parte a corpului animal (mușchi, piele, și păr). Proteinele formează, de asemenea, enzimele care controlează reacțiile chimice în organism. Fiecare moleculă de proteine este compusă din aminoacizi, caracterizați prin includerea de azot și câteodată sulf (aceste componente sunt responsabile pentru mirosul specific de proteină arsă, precum cheratina din păr). Oganismul are nevoie de aminoacizi pentru sintetizarea proteinelor noi (retenție de proteine) și pentru înlocuirea proteinelor deteriorate (mentenanță). Deoarece nu există depozite de proteine sau aminoacizi la dispoziție, aminoacizii trebuie să fie prezenți în dietă. Excesul de aminoacizi este eliminat de obicei prin urină. Pentru toate animalele, unii aminoacizi sunt esențiali (animalul nu îi poate sintetiza) și unii aminoacizi sunt neesențiali (animalul îi poate sintetiza din alte componente care conțin azot). În corpul uman se găsesc în jur de 20 de aminoacizi, din care aproximativ 10 sunt esențiali și, prin urmare, trebuie să fie incluși în dietă. O dietă care conține o cantitate adecvată de aminoacizi (mai ales cei care sunt esențiali) este deosebit de importantă în unele situații: în perioada dezvoltării și maturizării, în sarcină, alăptare, sau în cazul rănirii (o arsură, de exemplu). O sursă completă de proteine conține toți aminoacizii esențiali; unei surse incomplete de proteine îi lipsește unul sau mai mulți dintre aminoacizii esențiali. 
Creare unei surse complete de proteine este posibilă prin combinarea a două surse incomplete de proteine (de exemplu, orez și fasole), iar combinațiile caracteristice sunt baza tradițiilor distincte de gătit culturale. Totuși, nu este necesar consumul surselor complementare de proteine la aceeași masă pentru a fi utilizate împreună de către organism. Excesul de aminoacizi din proteine poate fi convertit în glucoză și folosit pentru combustie printr-un proces numit gluconeogeneză. Aminoacizii rămași după astfel de conversii sunt eliminați. 

## Vezi și
- Boală de civilizație
- Dietă
- Malnutriție
- Nutreț
- Nutriție autotrofă și heterotrofă
- Nutrienți ai solului
- Alimentația în cosmos